# Sami Salo
Pour les articles homonymes, voir Salo.
Temple de la renommée finlandais : 2017
Sami Sakari Salo (né le 2 septembre 1974 à Turku en Finlande) est un joueur professionnel finlandais de hockey sur glace qui évolue au poste de défenseur.

## Carrière en club
Salo commence sa carrière professionnelle en 1994 en évoluant dans le championnat de Finlande de hockey sur glace (SM-liiga) pour le club de sa ville natale, le TPS Turku. Le club est sacré champion de Finlande en 1995 après avoir remporté la finale contre le Jokerit d'Helsinki, mais doit s'incliner en finale les deux saisons suivantes contre ce même Jokerit.
En 1996, Salo est choisi par les Sénateurs d'Ottawa lors du repêchage de la Ligue nationale de hockey en neuvième ronde (239e choix) mais décide de rester jouer dans son club, avec lequel il remporte la Ligue européenne de hockey en 1997.
Il rejoint ensuite pour la saison 1997-1998 le club du Jokerit mais n'y jouera qu'une saison avant de traverser l'Atlantique et de rejoindre la LNH au sein des Senators. Après quatre saisons avec Ottawa, il est échangé aux Canucks de Vancouver avec qui il évolue toujours.
Au cours du lock-out 2004-2005, il joue en Elitserien pour le Frölunda HC qui remporte le titre de champion de Suède. En 2010-2011, il rate les 4 premiers mois de la saison du a une blessure subit au cours de l'été en jouant au floorball. Une fois remit de sa blessure, il joue quelques parties dans la Ligue américaine de hockey avec le Moose du Manitoba pour se remettre en forme. Après trois parties, il revient avec les Canucks.
Ennuyé par une blessure au poignet qui l’empêche de jouer durant la saison 2014-2015, il annonce en août 2015 mettre un terme officiel à sa carrière de joueur.
En 2017, il est intronisé avec le numéro 245 au Temple de la renommée du hockey finlandais.

## Statistiques
| Saison     | Équipe                 | Ligue      |     | Saison régulière | Saison régulière | Saison régulière | Saison régulière | Saison régulière |    | Séries éliminatoires | Séries éliminatoires | Séries éliminatoires | Séries éliminatoires | Séries éliminatoires |
| Saison     | Équipe                 | Ligue      | PJ  | B                | A                | Pts              | Pun              | PJ               | B  | A                    | Pts                  | Pun                  |                      |                      |
| 1994-1995  | TPS Turku              | SM-liiga   | 7   | 1                | 2                | 3                | 6                | 1                | 0  | 0                    | 0                    | 0                    |                      |                      |
| 1995-1996  | TPS Turku              | SM-liiga   | 47  | 7                | 14               | 21               | 32               | 11               | 1  | 3                    | 4                    | 8                    |                      |                      |
| 1996-1997  | TPS Turku              | SM-liiga   | 48  | 9                | 6                | 15               | 10               | 10               | 2  | 3                    | 5                    | 4                    |                      |                      |
| 1997-1998  | Jokerit Helsinki       | SM-liiga   | 35  | 3                | 5                | 8                | 10               | 8                | 0  | 1                    | 1                    | 2                    |                      |                      |
| 1998-1999  | Sénateurs d'Ottawa     | LNH        | 61  | 7                | 12               | 19               | 24               | 4                | 0  | 0                    | 0                    | 0                    |                      |                      |
| 1998-1999  | Vipers de Détroit      | LIH        | 5   | 0                | 2                | 2                | 0                | -                | -  | -                    | -                    | -                    |                      |                      |
| 1999-2000  | Sénateurs d'Ottawa     | LNH        | 37  | 6                | 8                | 14               | 2                | 6                | 1  | 1                    | 2                    | 0                    |                      |                      |
| 2000-2001  | Sénateurs d'Ottawa     | LNH        | 31  | 2                | 16               | 18               | 10               | 4                | 0  | 0                    | 0                    | 0                    |                      |                      |
| 2001-2002  | Sénateurs d'Ottawa     | LNH        | 66  | 4                | 14               | 18               | 14               | 12               | 2  | 1                    | 3                    | 4                    |                      |                      |
| 2002-2003  | Canucks de Vancouver   | LNH        | 79  | 9                | 21               | 30               | 10               | 12               | 1  | 3                    | 4                    | 0                    |                      |                      |
| 2003-2004  | Canucks de Vancouver   | LNH        | 74  | 7                | 19               | 26               | 22               | 7                | 1  | 2                    | 3                    | 2                    |                      |                      |
| 2004-2005  | Västra Frölunda        | Elitserien | 41  | 6                | 8                | 14               | 18               | 14               | 1  | 6                    | 7                    | 2                    |                      |                      |
| 2005-2006  | Canucks de Vancouver   | LNH        | 59  | 10               | 23               | 33               | 38               | -                | -  | -                    | -                    | -                    |                      |                      |
| 2006-2007  | Canucks de Vancouver   | LNH        | 67  | 14               | 23               | 37               | 26               | 10               | 0  | 1                    | 1                    | 4                    |                      |                      |
| 2007-2008  | Canucks de Vancouver   | LNH        | 63  | 8                | 17               | 25               | 38               | -                | -  | -                    | -                    | -                    |                      |                      |
| 2008-2009  | Canucks de Vancouver   | LNH        | 60  | 5                | 20               | 25               | 26               | 7                | 3  | 4                    | 7                    | 2                    |                      |                      |
| 2009-2010  | Canucks de Vancouver   | LNH        | 68  | 9                | 19               | 28               | 18               | 12               | 1  | 5                    | 6                    | 2                    |                      |                      |
| 2010-2011  | Moose du Manitoba      | LAH        | 3   | 2                | 0                | 2                | 2                | -                | -  | -                    | -                    | -                    |                      |                      |
| 2010-2011  | Canucks de Vancouver   | LNH        | 27  | 3                | 4                | 7                | 14               | 21               | 3  | 2                    | 5                    | 2                    |                      |                      |
| 2011-2012  | Canucks de Vancouver   | LNH        | 69  | 9                | 16               | 25               | 10               | 5                | 0  | 0                    | 0                    | 2                    |                      |                      |
| 2012-2013  | Lightning de Tampa Bay | LNH        | 46  | 2                | 15               | 17               | 16               |                  |    |                      |                      |                      |                      |                      |
| 2013-2014  | Lightning de Tampa Bay | LNH        | 71  | 4                | 13               | 17               | 18               | 2                | 0  | 0                    | 0                    | 0                    |                      |                      |
| Totaux LNH | Totaux LNH             | Totaux LNH | 878 | 99               | 240              | 339              | 286              | 102              | 12 | 19                   | 31                   | 18                   |                      |                      |

## Carrière internationale
Salo représente la Finlande aux Jeux olympiques de 2006 à Turin. Mais après être rentré en collision avec son coéquipier Ville Peltonen, il se blesse à l'épaule et doit quitter le tournoi, alors que son équipe remporte la médaille d'argent.
Il a également participé à la Coupe du monde de hockey 2004 avec la Finlande qu'finit seconde (défaite en finale contre l'équipe du Canada), aux Jeux olympiques de 2002 à Salt Lake City et aux Championnats du monde de 2001 (où la Finlande finit deuxième) et 2004.

## Divers
Le commentateur Don Taylor a surnommé Salo le Finnish MacInnis (« le MacInnis finlandais ») en raison du tir frappé puissant qui n'est pas sans rappeler celui de l'ancien défenseur de la LNH Al MacInnis.